# Schußgrubenkogel
Der Schußgrubenkogel ist ein 3211 m ü. A. hoher Gipfel in den Stubaier Alpen in Tirol.

## Lage
Südlich der Schaufelspitze und oberhalb des Windachtals gelegen, ist er einer der wenigen gletscherfreien Berge in der Umgebung der Hildesheimer Hütte und des Gletscherskigebiets Stubaier Gletscher.

## Anstieg
Von Norden aus führt ein Anstieg vom südlichen Rand des Gaißkarferners über einen nur wenig niedrigeren nördlichen Nebengipfel zum Schußgrubenkogel, wobei auf dem blockigen Grat eine Kletterstelle im Schwierigkeitsgrad I (UIAA) zu bewältigen ist. Von der Hildesheimer Hütte aus kann der Berg auch von Osten über den südlich des Gaißkarferners verlaufenden Grat erreicht werden. Im Winter ist der Schußgrubenkogel auch ein leicht erreichbares Skitourenziel.